# Grünhäher

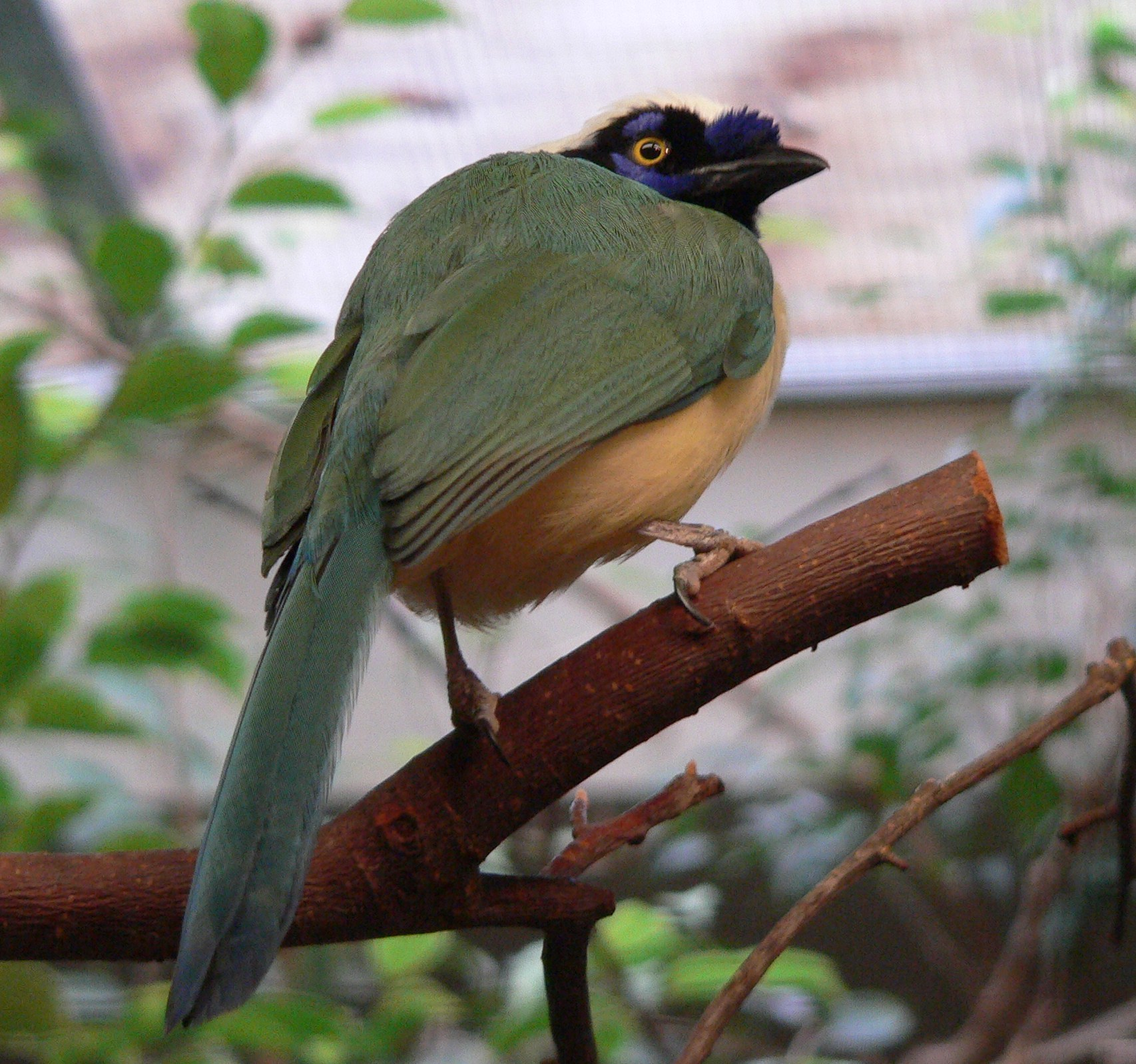
Cyanocorax yncas

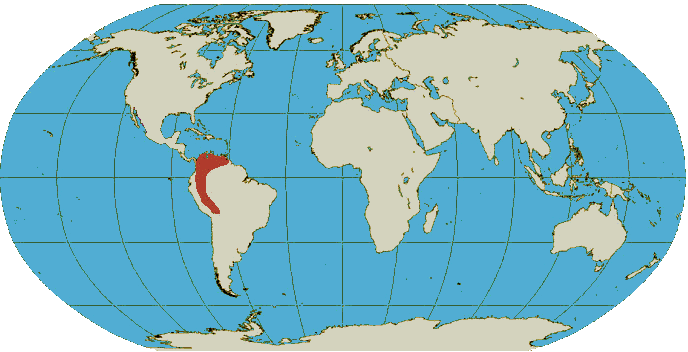
Verbreitungskarte des Grünhähers

Der Grünhäher (Cyanocorax yncas), auch Inkahäher genannt, ist eine Vogelart aus der Gattung der Blauraben innerhalb der Familie der Rabenvögel (Corvidae). Er lebt in zwei voneinander getrennten Populationen, einer mittelamerikanischen und einer südamerikanischen, die teilweise als eigene Arten geführt werden. Zwischen diesen kommen von Nicaragua bis Panama keine Grünhäher vor.

## Merkmale
Mit einer Größe von 25 bis 27 cm ist der Grünhäher eher zu den kleineren Blauraben zu zählen. Im Vergleich zu den anderen Vertretern der Gattung hat er einen kleinen, schwarzen Schnabel und relativ lange, zum Ende schmaler werdende Schwanzfedern. Die Flügel sind verhältnismäßig kurz und abgerundet.
Die nasalen Federn bilden eine kleine Haube. Die Stirn und der vordere Scheitel sind hell violett und weißlich übergehaucht. Der Bartstreif, die Wangen, die Oberseite des Kopfes und der Nacken sind violett, der untere Rand des Nackens ist leicht bläulich. Die Kehle, der hintere Teil der Wangen und der Zügel- und Überaugenstreif sind schwarz. Über dem Auge befindet sich ein kleiner violetter Fleck. Oberseite und Flügel sind grün, der Bauch und die Unterseite der Flügel sind gelb. Der Schwanz ist dunkelgrün, seine äußeren Federn gelb. Die Beine sind rötlich-braun, die Farbe der Iris variiert von braun zu gelb. Beide Geschlechter sehen gleich aus.

## Vorkommen
Der Grünhäher ist in Zentral- und Südamerika weit verbreitet. Er kommt jedoch im südlichen Mittelamerika (El Salvador, Nicaragua, Costa Rica und Panama) nicht vor. Die nördliche Grenze des Verbreitungsgebietes ist das Tal des südlichen Rio Grande im Süden des US-Bundesstaates Texas. Von dort erstreckt es sich am Golf von Mexiko entlang bis Belize und Nord-Zentral-Honduras. An der Pazifikküste ist der Grünhäher von Nayarit bis in den Westen von Guatemala zu finden. Das südamerikanische Vorkommen erstreckt sich von Kolumbien bis in den Nordwesten von Venezuela (östlich von Sucre), südlich durch den Osten von Ecuador, Zentral- und Ost-Peru bis in den Westen Zentral-Boliviens (La Paz und Cochabamba).

## Lebensraum
Der Grünhäher bewohnt die niedrigeren Baumkronen des Waldes und das buschartige Unterholz. Dort stöbert er in kleinen Gruppen nach Futter. Er lebt im Flachland und an den Hängen bewaldeter Berge, so z. B. in Mexiko bis auf eine Höhe von 1.800 m, in den Anden hauptsächlich in einer Höhe von 1.400 bis 3.000 m.

## Ernährung
Die Nahrung setzt sich aus einer Vielzahl von wirbellosen Tieren zusammen, wie zum Beispiel Käfer, Regenwürmer und Grillen, aber auch Eier von Echsen und kleineren Vögeln, sowie Samen, Beeren und Früchte. Auch ist eine Vorliebe für Eicheln und die Samen der Sägepalme zu beobachten.

## Systematik
Manche Wissenschaftler unterteilen die Art wegen der zwei getrennten Populationen in zwei Arten: Den nördlichen Grünhäher (Cyanocorax luxuosus) und den südlicheren Inkahäher (Cyanocorax yncas).
Laut ITIS wird neben der Nominatform C. y. yncas die Unterart C. y. luxuosus anerkannt.